# Мар'янівка (Вільногірська міська громада)
Мар'я́нівка — село в Україні, у Вільногірській міській громаді Кам'янського району Дніпропетровської області. Населення за переписом 2001 року складало 131 особа. 

## Географія
Село Мар'янівка примикає до села Дмитрівка, на відстані до 2-х км від села Кушнарівка. Поруч проходить автомобільна дорога Т 0423.

## Населення

### Мова
Розподіл населення за рідною мовою за даними перепису 2001 року:
| Мова            | Кількість | Відсоток |
| --------------- | --------- | -------- |
| українська      | 118       | 90.08%   |
| російська       | 12        | 9.16%    |
| інші/не вказали | 1         | 0.76%    |
| Усього          | 131       | 100%     |